# Бовский договор
Бовский договор (фр. Traité de Boves) — договор, заключённый в июле 1185 года между королём Франции Филиппом II Августом и графом Фландрии Филиппом I и завершивший борьбу между ними за земли на севере Франции.
Бовский договор был заключён в пикардийском городе Бов, на Сомме. Он урегулировал конфликт, возникший вокруг наследства, оставленного скончавшейся в 1183 году Елизаветой (Мабиль) де Вермандуа, супругой графа Филиппа Фландрского, а также конфликт по поводу Артуа, составлявшему приданое жены Филиппа II. В первую очередь речь шла о владении землями Вермандуа, Амьенуа и Валуа. Ещё при жизни Елизавета уступила все свои наследственные владения своему мужу. После её смерти её младшая сестра Элеонора де Вермандуа предъявила свои права. Её поддержал король Франции Филипп II, к тому времени уже находившийся с графом Фландрии в состоянии войны.
Согласно заключённому в городе Бов мирному соглашению, к королевству Франции отошли графства Амьен и Мондидье, кастелянства Руа и Туротт. Валуа и часть Вермандуа доставались Элеоноре. Другая часть Вермандуа с титулом оставались у графа Фландрии до его смерти, вводилась королевская опека над Артуа, которое в 1191 году Филипп II Август (после смерти в крестовом походе графа Филиппа I Фландрского) присоединил к королевскому домену.
В марте 1186 года в Амьене был заключён дополнительный договор, обеспечивавший дальнейшее полное наследование земель Элеоноры де Вермандуа французской короной.
В январе 1200 года по условиям договора в Перонне северная часть Артуа была возвращена графам Фландрии.